# Hong Kong Syndikat
Gli Hong Kong Syndikat (anche Hongkong Syndikat) sono stati un gruppo musicale tedesco di genere synthpop, attivo negli anni '80.

## Storia
Gli Hong Kong Syndikat nacquero all'inizio degli anni '80, quando il decoratore e disc-jockey Bruno Grünberg, il grafico Hartmut Möller e Gerd Plez, che già si conoscevano dagli anni della loro gioventù passata a Brema, si incontrarono nell'allora Berlino Ovest. A breve ottennero un contratto discografico e già nel 1982 uscì il loro album di debutto, Erster Streich.
Il primo singolo, Berlin Bleibt Doch Berlin, conteneva citazioni dell'allora Presidente degli Stati Uniti d'America, Ronald Reagan. Questo primo album era ancora registrato prevalentemente in lingua tedesca, mentre a partire da quello successivo il gruppo adottò la lingua inglese per poter vendere sul mercato internazionale.
Cosa che in effetti avvenne. Nel 1984 gli Hong Kong Syndikat tennero il loro primo concerto a New York; nell'agosto dello stesso anno incisero a Londra il loro secondo album, Olympia, prodotto da Rusty Egan, un membro dei Visage. In questo album, tra gli altri, alla batteria figurava Curt Cress (apparso anche in album di Scorpions, Freddie Mercury, Elio e le Storie Tese ed altri).
Il successo maggiore arrivò nel 1985 con l'uscita del terzo album, Never Too Much, dal quale vennero estratti i singoli Too Much, Concrete & Clay (remake di un vecchio successo degli Unit 4 + 2) e Girls I Love. In Italia la band guadagnò notorietà proprio con Too Much, brano col quale il gruppo partecipò al Festivalbar 1986. Il singolo ottenne un buon successo commerciale, toccando anche il 7º posto nelle vendite settimanali e chiudendo al 71º singolo tra le vendite dell'intero anno solare 1986. Esso fu incluso anche in diverse compilation di quell'estate.
In seguito gli Hong Kong Syndikat non riuscirono a replicare i precedenti successi: l'album Des Teutons Pas Nippons del 1987 fu un flop e due anni dopo, nel 1989, il gruppo si sciolse. Gerd Plez fu in seguito autore per il cantante Falco.

## Membri
- Bruno Grünberg jr. (* 01/04/1956) (voce, sintetizzatore)
- Gerd Plez (* 04/10/1956) (voce, sintetizzatore)
- Hartmut Möller (* 09/05/1952) (chitarra)

## Discografia

### Singoli/Maxi
- Sugarcane
- Unusual
- 1982 · Berlin Bleibt Doch Berlin (dall'album Erster Streich)
- 1984 · Berlin (dall'album Olympia)
- 1984 · Samba Olec (dall'album Olympia)
- 1985 · Too Much (dall'album Never Too Much)
- 1986 · That's Jungle / Loosin' Winnin' (dall'album Never Too Much)
- 1986 · Concrete & Clay (dall'album Never Too Much)
- 1986 · Girls I Love (dall'album Never Too Much)
- 1987 · No More Sorrow (dall'album Des Teutons Pas Nippons)
- 1989 · Real Men Don't Eat Gummibears (dall'album Des Teutons Pas Nippons)
- 1999 · Too Much '99 (dall'album Des Teutons Pas Nippons)

### Album
- 1982 · Erster Streich
- 1984 · Olympia
- 1985 · Never Too Much
- 1987 · Des Teutons Pas Nippons